# Bissen (Wegberg)
Bissen ist ein Ortsteil der Mittelstadt Wegberg im Kreis Heinsberg im Bundesland Nordrhein-Westfalen.

## Geografie

### Lage
Bissen bei Wegberg liegt südwestlich von Wegberg außerhalb vom Grenzlandring.

### Nachbarorte
|               | Harbeck                                     | Wegberg   |
| Klinkum       | Kompassrose, die auf Nachbargemeinden zeigt | Beeck     |
| Tüschenbroich | Watern                                      | Uevekoven |

## Geschichte

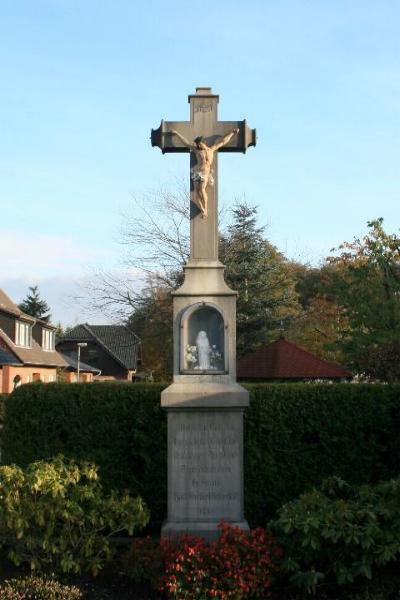
Wegekreuz, Am Nachtigallenweg in Bissen

Ein altes Zeugnis des Ortes Bissen bei Wegberg ist das aus dem Jahre 1865 stammende Steinkreuz. In dem kleinen Weiler unweit des Grenzlandrings liegt die Lohmühle an der Schwalm, die hier den Grenzlandring unterquert. Die Mühle brannte 1964 nieder. Sie wurde in der Franzosenzeit um 1800 als Stampflohmühle errichtet. Hier wurde Eschenlohe für Gerbereien gestampft. In der Folgezeit wurde sie zur Öl- und Knochenstampfmühle umgebaut, mit der behördlichen Auflage, dass sie nicht gleichzeitig als Ölpresse und Knochenstampfmühle betrieben werden durfte. Erst nach der Währungsreform wurde die Speiseölherstellung eingestellt.

## Infrastruktur
Es existieren ein landwirtschaftlicher Betrieb sowie ein Pferdehof, eine Gaststätte und mehrere Kleingewerbebetriebe.
WestVerkehr bedient den Ort mit der AVV-Buslinie 411. Diese ist vor allem auf die Schülerbeförderung von und nach Wegberg und Beeck ausgerichtet. Abends und am Wochenende kann der MultiBus angefordert werden.
| Linie | Verlauf |
| ----- | --- |
| 411   | morgens: Kehrbusch → Isengraben → Flassenberg → Rath-Anhoven Schule → Schönhausen → Felderhof → Bissen bei Beeck → Moorshoven → Holtum → Uevekoven → Wegberg → Beeck Grundschule morgens: Bissen → Busch → Holtmühle → Kipshoven → Gripekoven – Ellinghoven → Beeck Grundschule → Wegberg mittags/nachmittags: Wegberg → Beeck Grundschule → Holtum → Uevekoven → (Bissen →) Busch → Holtmühle → Kipshoven → Gripekoven → Ellinghoven → Moorshoven → Bissen bei Beeck → Felderhof → Schönhausen → Rath-Anhoven Schule → Isengraben → Flassenberg → Kehrbusch |

## Sehenswürdigkeiten

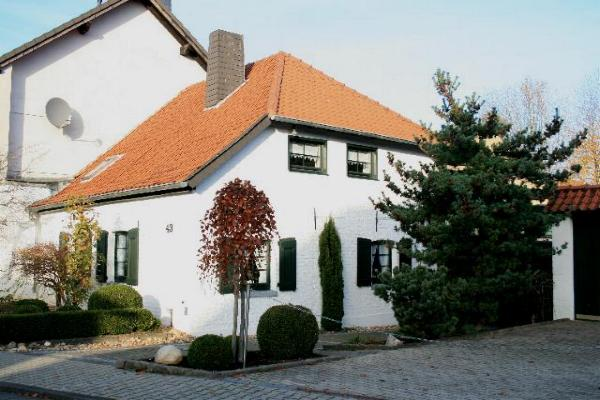
Hofanlage in Bissen

- Wegekreuz, Am Nachtigallenweg als Denkmal Nr. 27
- Hofanlage, In Bissen 43 als Denkmal Nr. 26

## Vereine
- Dorfgemeinschaft Bissen
- Freiwillige Feuerwehr Wegberg, zuständig auch für die Ortschaft Bissen